# Kazimierz Dembowski (jezuita)
Kazimierz Dembowski SJ (ur. 3 sierpnia 1912 w Strzyżowie, zm. 10 sierpnia 1942 w Hartheim) – Sługa Boży Kościoła katolickiego, polski duchowny katolicki, jezuita (prowincja Polski Południowej).

## Życiorys
W roku 1939 przyjął posadę tłumacza w Wydawnictwie Apostolstwa Modlitwy i współredaktora „Posłańca Serca Jezusowego”.
Po wybuchu II wojny światowej od 10 listopada 1939 roku był przez pewien czas więziony przez niemieckich okupantów w więzieniu na Montelupich, skąd 23 grudnia został przetransportowany do obozu pracy przymusowej w Nowym Wiśniczu (Arbeitslager), a 20 czerwca 1940 do obozu koncentracyjnego Auschwitz, a w końcu do obozu w Dachau gdzie zarejestrowany został „jako numer” 22238. Więziony podtrzymywał współtowarzyszy na duchu podejmując kierownictwo duchowe. Zginął w komorze gazowej w Hartheim.
Jest jednym z 122 Sług Bożych z wobec których 17 września 2003 roku rozpoczął się proces beatyfikacyjny drugiej grupy męczenników z okresu II wojny światowej.